# HVV 't Gooi in het seizoen 1961/62
Het seizoen 1961/1962 was het zevende jaar in het bestaan van de Hilversumse betaaldvoetbalclub 't Gooi. De club kwam uit in de Eerste divisie A en eindigde daarin op de 14e plaats, dit betekende rechtstreekse degradatie naar de Tweede divisie. Tevens deed de club mee aan het toernooi om de KNVB beker, hierin werd de club, na verlenging, in de kwartfinale uitgeschakeld door Sparta (2–3).

## Wedstrijdstatistieken

### Eerste divisie A
|       | AGOVV | Alkmaar '54 | BVV   | D.F.C. | DHC   | Eindhoven | Fortuna | Go Ahead | Haarlem | Helmond | KFC   | Leeuwarden | Sittardia | Stormvogels | SVV   | Veendam | Vitesse |
| ----- | ----- | ----------- | ----- | ------ | ----- | --------- | ------- | -------- | ------- | ------- | ----- | ---------- | --------- | ----------- | ----- | ------- | ------- |
| Thuis | 2 – 2 | 0 – 0       | 2 – 1 | 1 – 1  | 3 – 1 | 2 – 3     | 2 – 2   | 2 – 2    | 2 – 2   | 1 – 0   | 2 – 1 | 3 – 1      | 2 – 4     | 2 – 0       | 1 – 2 | 1 – 3   | 0 – 2   |
| Uit   | 3 – 1 | 1 – 2       | 2 – 3 | 2 – 0  | 3 – 1 | 2 – 0     | 5 – 3   | 2 – 1    | 0 – 3   | 2 – 3   | 2 – 1 | 0 – 0      | 0 – 0     | 4 – 1       | 0 – 3 | 2 – 1   | 6 – 4   |

### KNVB beker
| 2e ronde                                               | 't Gooi                                | 2 – 1 (1 – 0)                      | Hilversum                                |
| 31 maart 1962 Plaats: Hilversum Gemeentelijk Sportpark | Gerhard Tenniglo Theo Buenen           |                                    | Heinz Kraneveldt                         |
| 3e ronde                                               | 't Gooi                                | 4 – 3 (1 – 1)                      | Blauw-Wit                                |
| 28 april 1962 Plaats: Hilversum Gemeentelijk Sportpark | Piet Wolff –', –', –' Theo Buenen      |                                    | –', –' Wim Bleijenberg Arie Van den Berg |
| 4e ronde                                               | 't Gooi                                | 1 – 0 Na verlenging                | Ajax                                     |
| 31 mei 1962 Plaats: Hilversum Gemeentelijk Sportpark   | Theo Buenen 100'                       |                                    |                                          |
| Kwartfinale                                            | Sparta                                 | 3 – 2 (1 – 0, 2 – 2) Na verlenging | 't Gooi                                  |
| 11 juni 1962 Plaats: Rotterdam Het Kasteel             | Piet de Vries 4' Cor Adelaar 88', 114' |                                    | 59' Jan Karhof 85' Nico Engelander       |

## Statistieken 't Gooi 1961/1962

### Eindstand 't Gooi in de Nederlandse Eerste divisie A 1961 / 1962
| Stand | Gespeeld | Gewonnen | Gelijk | Verloren | Punten | Doelpunten voor | Doelpunten tegen |
| ----- | -------- | -------- | ------ | -------- | ------ | --------------- | ---------------- |
| 14e   | 34       | 11       | 8      | 15       | 30     | 55              | 63               |

### Topscorers
| #                    | Naam               | Goal |
| -------------------- | ------------------ | ---- |
| 1.                   | Jan van Berkel     | 16   |
| 2.                   | Teus van Rheenen   | 12   |
| 3.                   | Theo Buenen        | 5    |
| 4.                   | Nico Engelander    | 3    |
| 4.                   | Gerard de Jongh    | 3    |
| 4.                   | Piet Wolff         | 3    |
| 7.                   | Wim Adelaar        | 2    |
| 7.                   | Jan Karhof         | 2    |
| 7.                   | Gerhard Tenniglo   | 2    |
| 10.                  | Evert van de Eshof | 1    |
| 10.                  | Aad Mulder         | 1    |
| 10.                  | Cor Smallenburg    | 1    |
| 10.                  | Jan Tuinman        | 1    |
| 10.                  | Cees van Wilpen    | 1    |
| Onbekende doelpunten |                    |      |
| -                    | Onbekend           | 2    |
| Totaal               | Totaal             | 55   |

| #      | Naam             | Goal |
| ------ | ---------------- | ---- |
| 1.     | Theo Buenen      | 3    |
| 1.     | Piet Wolff       | 3    |
| 3.     | Nico Engelander  | 1    |
| 3.     | Jan Karhof       | 1    |
| 3.     | Gerhard Tenniglo | 1    |
| Totaal | Totaal           | 9    |